# Indicadores mundiales de propiedad intelectual
Los Indicadores mundiales de propiedad intelectual (en inglés, World Intellectual Property Indicators, a veces abreviado como WIPI) son una publicación estadística anual a cargo de la Organización Mundial de la Propiedad Intelectual (OMPI) que presenta un panorama global sobre el uso y registro de patente, marcas, diseños industriales, modelos de utilidad, nombres comerciales, indicaciones de procedencia, denominaciones de origen, microorganismos y variedades vegetales, así como de la economía creativa.
Los datos de esta publicación provienen de los 193 Estados miembros de la OMPI. Se publica desde el año 2009.
Estas estadísticas son empleadas como métricas de la actividad económica mundial, tendencias de innovación y como panorama del ecosistema de propiedad intelectual.